# 裴行儼

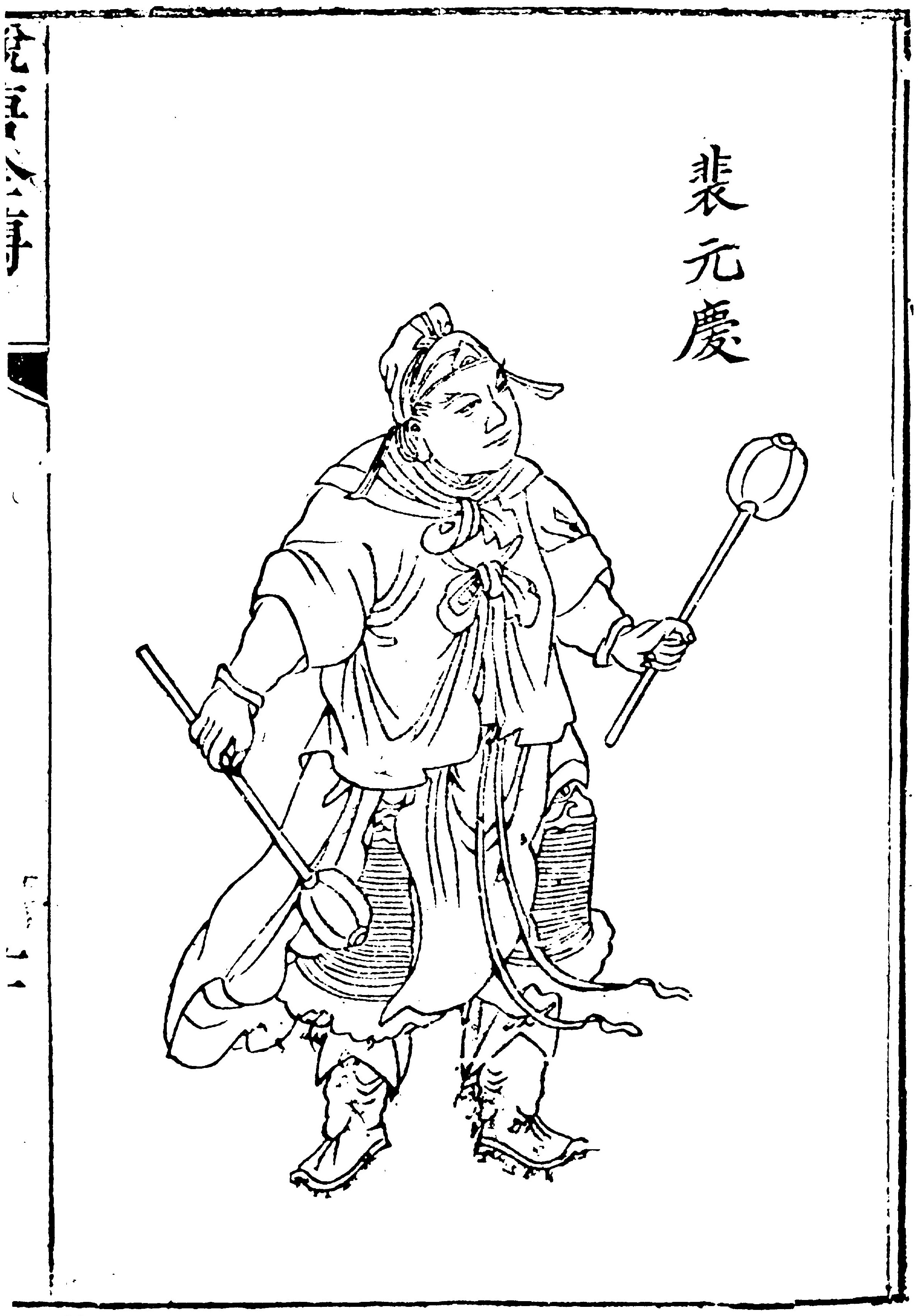
裴行儼為《說唐演義全傳》等演義小說中腳色裴元慶的原型

裴行儼（6世纪？—619年），隋將裴仁基之子，驍勇善戰，每有征战，所向披靡，有“萬人敵”之稱。後随父投靠李密。

## 生平
唐朝武德元年（618年），王世充軍攻擊單雄信部，李密派遣程知節、裴行儼增援，行儼中流矢墜馬，為王世充所俘。王世充割據洛陽獨立，以侄女鄭國公主嫁行儼，待裴仁基、裴行儼父子甚厚，以裴行俨为左辅大将军，但又憚其威名，颇有猜忌。武德二年（619年），裴仁基、裴行儼父子聯合宇文儒童、宇文溫等，欲謀立越王楊侗，不料将军张童仁向王世充泄密，裴行俨遂與父俱为王世充杀害。

## 文艺作品

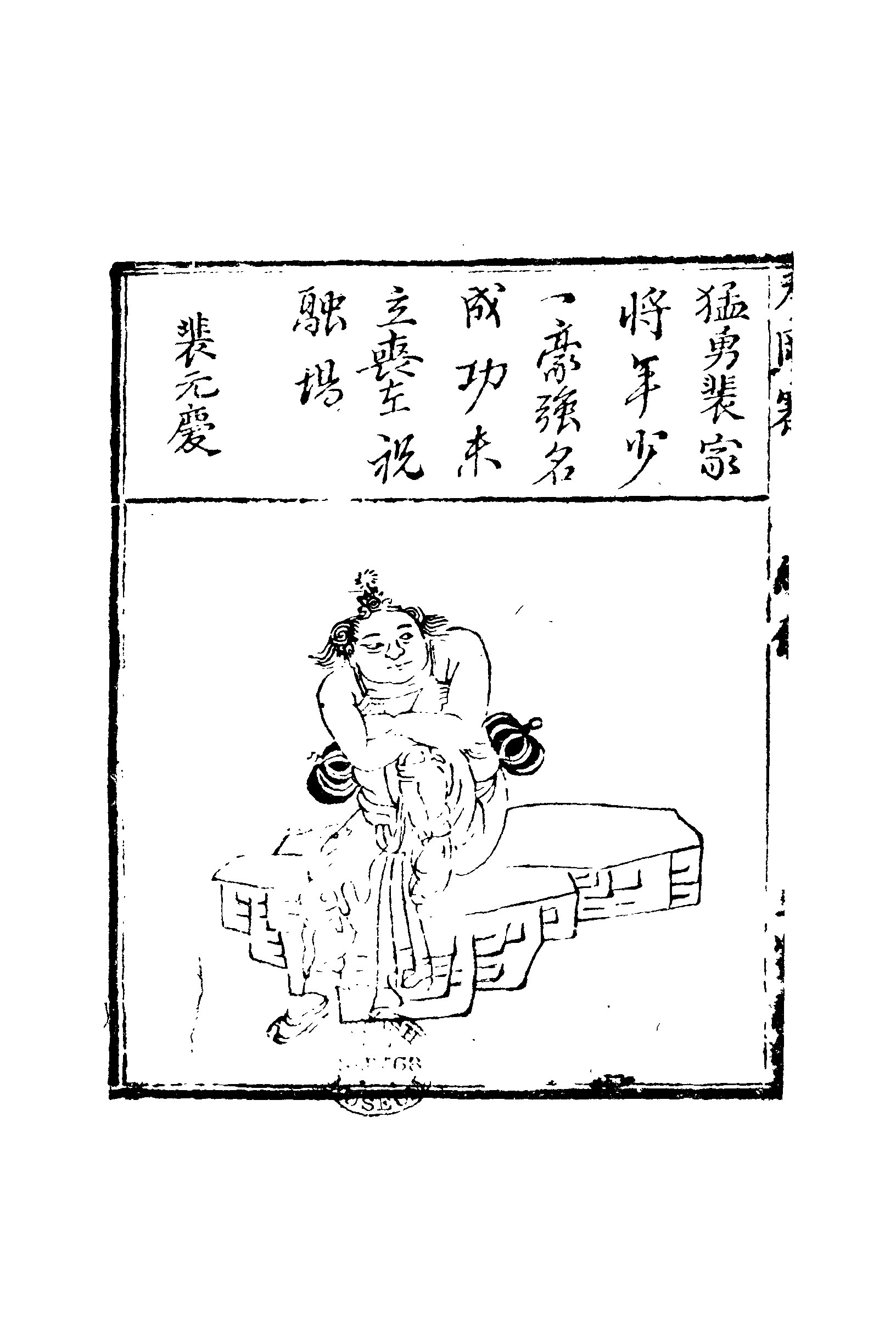
《繡像瓦崗寨演義傳》，裴元慶

演义小说《说唐》、《兴唐传》等书中人物裴元庆的原型即裴行儼。隋唐第三条好汉，也是隋唐八大锤中的银锤将。“这元庆虽只得十多岁，他用的两柄锤有五升斗大，重三百斤，从未相遇敌手”。其姐裴翠云嫁于程咬金。手使两把八棱梅花亮银锤，勇猛异常。随父山马关总兵裴仁基三打瓦岗山，被秦琼用计收服。四明山一战，十八路反王无数兵将，只有他能接李元霸三锤。在《说唐》中于伐五关之役误中隋虹霓关总兵新文礼之计，被烧死于庆坠山中。在《兴唐传》中则是死于薛世雄的飞刀之下。 
动画片《隋唐英雄传》（2003年）中作为重要配角出场。